# فاریابی
فاریابی روستایی از توابع دهستان فداغ در بخش مرکزی شهرستان گراش در استان فارس ایران است.

## جمعیت
بر اساس سرشماری مرکز آمار ایران در سال ۱۳۹۵، جمعیت این روستا ۱۸۳ نفر شامل ۲۸ خانوار بوده‌است.